# Bala Hissar (Peshawar)

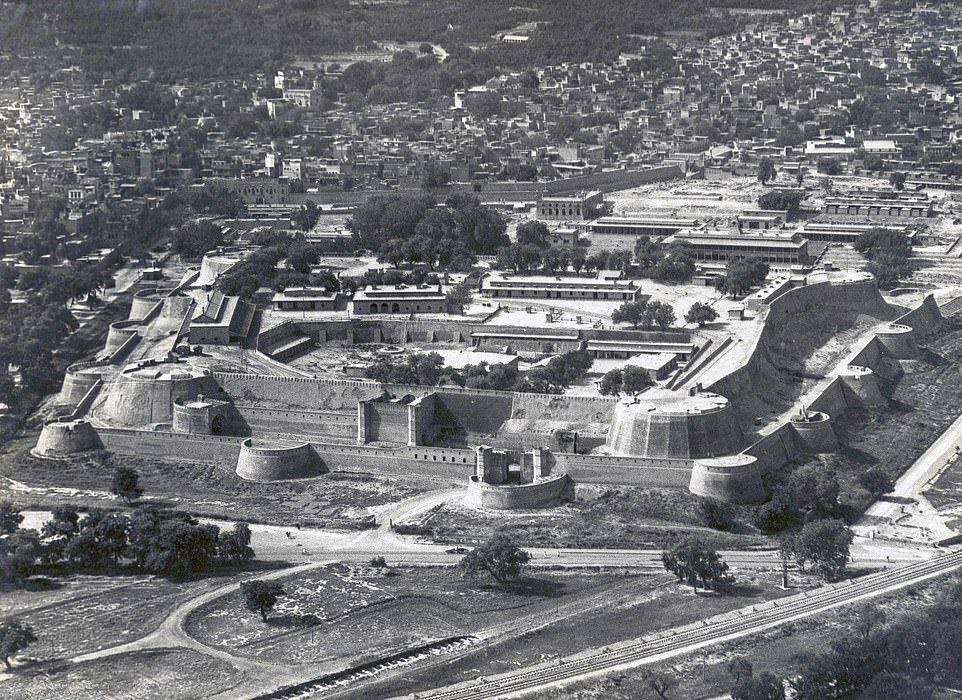
Fotografía aérea de Bala Hissar (Real Fuerza Aérea, 1930)

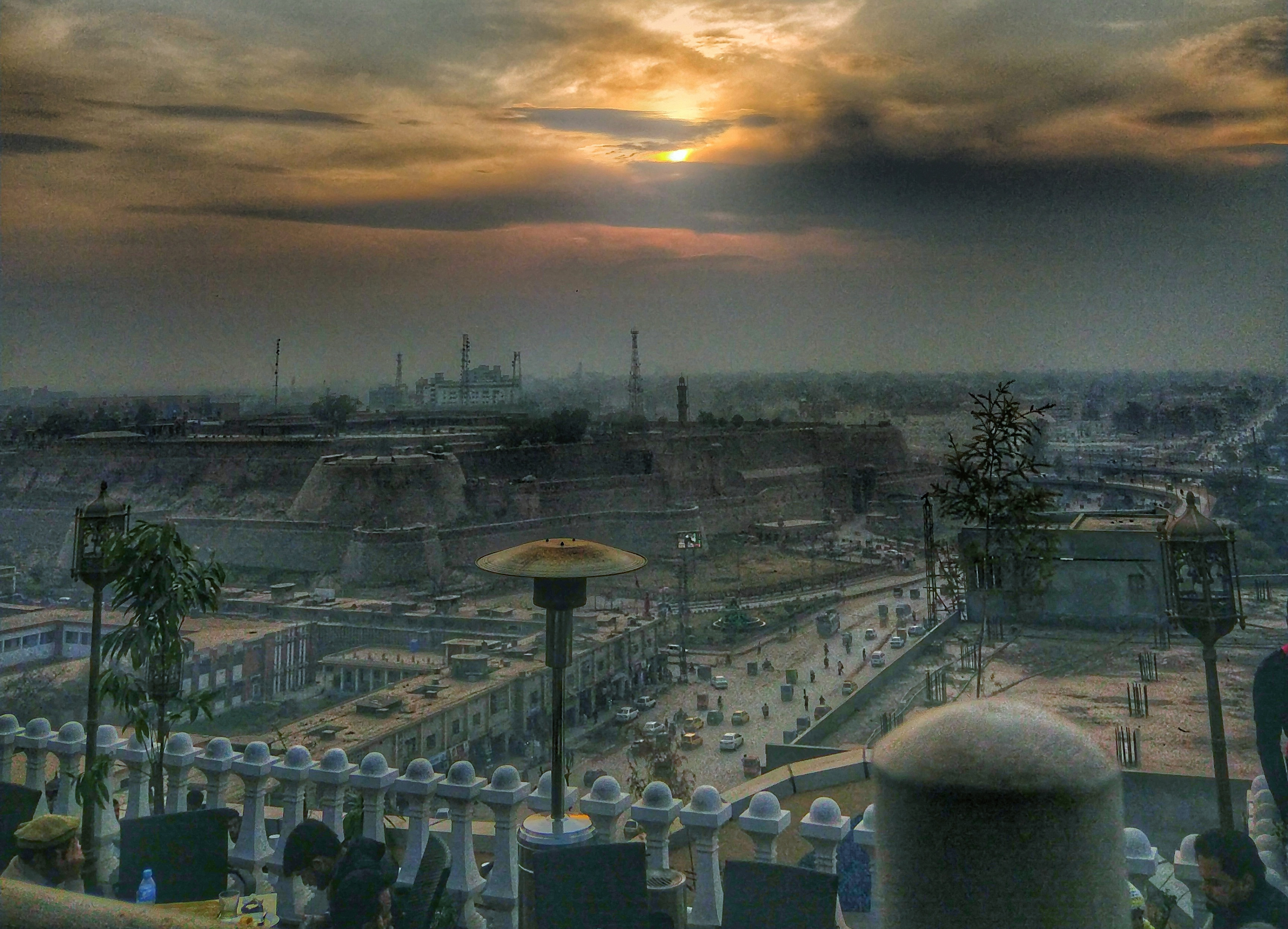
Vista de Bala Hissar desde un puente de la ciudad al atardecer.

Bala Hissar (en urdu y en pastún: قلعه بالاحصار‎) es una histórica fortaleza paquistání, ubicada en Peshawar, capital de la provincia de Jaiber Pastunjuá. No se sabe con exactitud cuándo fue construida en su versión más antigua, pero se conoce su existencia ya en el siglo VII gracias a los escritos del monje budista y explorador chino Xuanzang.
Si bien, su uso más conocido como instalación moderna se dio más de diez siglos después, cuando la casa imperial durrani la escogió como su residencia real a partir de 1747, después de que el rey afgano Ahmad Shah Abdali, fundador de la dinastía, conquistara Peshawar. Durante la batalla de Nowshera, en marzo de 1823, tropas de la dinastía sij destrozaron la fortaleza, y tras conquistar el territorio la volvieron a construir como una estructura defensiva modernizada, aunque sin la gran muralla que rodeaba la estructura original. En 1849, la Compañía Británica de las Indias Orientales (East India Company) volvió a reconstruir los muros exteriores con materiales contemporáneos.
La fortificación se alza sobre un montículo en el extremo noroeste de Peshawar. Anteriormente quedaba algo alejada de la villa (el actual casco antiguo), pero en las últimas décadas este espacio se ha llenado de edificios, por lo que forma parte de la ciudad moderna. Su ubicación ofrece una vista panorámica tanto de la ciudad como del valle homónimo.
Actualmente, la fortaleza alberga el cuartel general del cuerpo de defensa fronteriza paquistaní; sus dependencias históricas están abiertas al público los fines de semana, y ofrece un museo dedicado a la historia de las tropas que han ocupado el lugar y de la fuerza fronteriza.

## Historia
Cuando Xuanzang visitó Peshawar en el año 630, encontró en el lugar una residencia real, a la que llamó Kung Shing (término chino que designa a la parte amurallada de una ciudad fortificada que cuenta con un palacio real). El monje menciona además una ciudad que no estaba fortificada, dando a entender que la estructura formaba el núcleo de una ciudadela separada de la villa propiamente dicha; según se interpreta del texto, esta debía estar ubicada en la cima de un montículo rodeado por un antiguo canal del río Bara, que servía como foso protector.
Esta antigua estructura aún existía cuando nueve siglos después, el primer emperador mogol, Babur, se hizo con la ciudad, nombrándola Begram (o Bagram, no confundir con la ciudad homónima afgana). Según se refleja en la Baburnama, en 1526 Babur construyó un fuerte moderno en lugar de la antigua fortificación, al que nombró fuerte de Begram, considerado comúnmente la versión original de la fortaleza actual. Este le sirvió como base para sus expediciones militares y comerciales en toda la región de Pastunistán (región histórica del pueblo pastún, una etnia que aún conformaba una sociedad tribal).
Tras la muerte de Babur, su hijo Humayun (segundo emperador mogol) heredó el fuerte, aunque hizo poco uso de él durante sus diez años en el poder (antes del derrocamiento y exilio temporal), dejándola al cargo de un gobernador local. El 17 de mayo de 1540, el lugar cayó bajo dominio de la dinastía suri que, tras vencer su líder y fundador Sher Shah en la batalla de Bilgram, desplazó por un tiempo a los mogoles como soberanos del norte de la India. En la próxima década la ciudad pasaría por un período de inestabilidad, durante el que la fortaleza es destruida por los pastunes dilazak del valle de Peshawar. En este tiempo, Humayun, destronado por los suris y desplazado por su ambicioso medio hermano Kamran, fue recuperando territorios del Imperio mogol después de lograr el apoyo del sah de Persia, quien puso a su disposición tropas persas bajo su mando. Humayun se hizo con el fuerte en 1552, encontrándolo en estado de ruinas, por lo que procedió a su restauración y fortificación, convirtiéndolo en toda una fortaleza. Ese año, en plenas obras de construcción, tropas de Gaju Jan, jefe de la tribu pastún de los kasi, sitiaron el fuerte pero no pudieron conquistarlo. En 1554 concluyó la toma de la ciudad de Peshawar por Humayun, quien el año siguiente se restableció como emperador mogol tras la toma de Delhi (si bien unos meses después moriría accidentalmente en su librería privada en el pabellón de Sher Mandal). A su muerte, le sucedió su hijo mayor, posteriormente conocido como Akbar el Grande. En todo este tiempo, el lugar seguía siendo conocido como fuerte de Bagram.
El reinado de Akbar se caracterizaba por el constante acoso a su imperio por tribus pastunes, principalmente en la vasta región de Pastunistán (incluida la ciudad de Peshawar y su fortaleza). La principal amenaza venía del movimiento roshani, después de que Pir Roshan reuniera gran cantidad de tropas para luchar contra el imperio mogol. A cargo de la fortaleza de Peshawar estaba Said Hamid Bujari, a quien se le encomendó la tarea de vigilar la ruta a Kabul. Este se enfrentaría en múltiples ocasiones a tropas de Jalala (nombre popular de Jalal al-din Ansari, hijo mayor de Pir Roshan). En 1586, Jalala invadió la fortaleza tras vencer a Bujari (asesinado en su residencia), aunque poco tiempo después los mogoles la volvieron a recuperar, repararon los daños causados a sus estructuras y continuaron con su lucha contra Jalala hasta derrotarle definitivamente. En un ataque posterior de tropas pastunes contra la fortaleza, ahora a cargo de un oficial llamado Faridun, se produjo un gran incendio que quemó vivos a un millar de camellos cargados de mercancías, todas perdidas. En 1592, los pastunes invadieron de nuevo la fortaleza, y una vez más fueron repelidos, esta vez por Zain Jan Koka. En 1630, los roshanis volvieron a asediar y atacar el lugar, de nuevo sin lograr conquistarlo. Tras un largo período de conflictos entre pastunes y mogoles, estos últimos lograron asegurar la continuidad de su imperio.

### SiglosXVIII-XIX

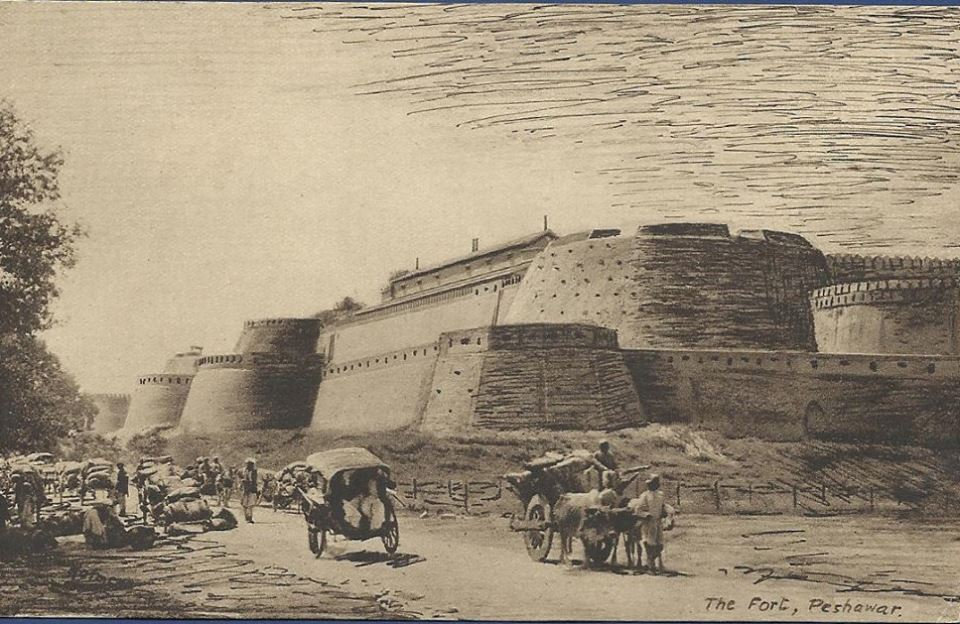
La ruta de acceso a Bala Hissar desde el sur, en 1910.

La fortaleza seguiría en manos mogolas hasta un siglo después, cuando la rápida decadencia de la dinastía bajo Mohamed Shah debido a la creciente influencia persa de la dinastía afsárida propició la partición del imperio: En 1737, el nuevo sah de Persia y fundador de la dinastía Nader Shah (apodado el Napoléon persa) alcanzó Peshawar tras la conquista de Kandahar como preludio a su invasión de la India. Después de cruzar el río Indo batallando contra los mogoles, firmó la paz con Mohamed Shah, en la que se estableció que los territorios conquistados al oeste del río se quedaban en manos persas, viéndose el Imperio mogol reducido al territorio al este del río. Con ello, Peshawar quedó bajo dominio de Nader Shah, siendo designada sede del gobernador persa de la región; la corte del gobernador se estableció en la fortaleza.
Tras el inesperado asesinato de Nader Shah en 1747, el gobernador pastún de la región Ahmad Shah Abdali (leal servidor del sah asesinado) emprendió una serie de batallas victoriosas y asumió los títulos de emperador (sah) y «perla de las perlas» (Durr-i-Durrani). Bajo este título fundó el Imperio durrani (llamado también Imperio afgano, el único jamás conocido bajo este nombre), asentando de facto la base para un Estado separado: Afganistán. En diciembre de 1747, Ahmad Sah designó la fortaleza como residencia real tras aprovechar su ventajosa situación para forzar por primera vez un control completo sobre todo el valle de Peshawar.
Casi tres décadas después, en 1774, su hijo y heredero Timur Shah Durrani convirtió Peshawar en capital de invierno del imperio, condición que perduraría hasta principios del siglo XIX. Es en esta época que la fortificación recibe el nombre de Bala Hissar, cuyo significado en persa darí es ‘fuerte elevado’. Su hijo, Zaman Shah Durrani, tercer sah de la dinastía, reconstruyó gran parte de la fortaleza, incorporando estructuras como una sala de audiencias y una zenana, entre otras, y elementos decorativos en abundancia. Es cuando la fortaleza alcanza su máximo esplendor.
Si bien hubo una marcada interrupción en el dominio durrani, después de que el Imperio maratha venciera a los durranis en la batalla de Peshawar (8 de mayo de 1758) y conquistara la ciudad. La batalla ha quedado en la historiografía hindú como un gran logro y la fortaleza se convirtió en símbolo regional, pues los marathas fueron los primeros hindúes en gobernar la región, y fue la primera vez que la Bhagwa Dhwaj —la bandera de color azafrán que simboliza el hinduismo— fuera izada en lo alto de la fortaleza. Esta victoria era la última de una serie de batallas triunfales, en las que el Imperio maratha extendiera temporalmente sus dominios (antes enmarcados entre las ciudades indias de Pune, capital del Imperio, y Delhi) hasta el noroeste paquistaní, a dos mil kilómetros de su capital. Como consecuencia, el sah durrani tuvo que regresar a Kandahar, su capital principal, junto al capitán general de sus ejércitos Jahan Khan (la misma capital que más tarde vería forzado a trasladar a Kabul debido a una insurrección civil). Sin embargo, un año después, los durranis volverían a hacerse con la ciudad y su fortaleza después de asediarla y derrotar a una fuerza de 10 000 marathas.
A comienzos del siglo XIX, la región vivió la expansión del Imperio sij. En 1823, como parte de las guerras afgano-sijas, estos últimos vencieron a los durranis en la batalla de Nowshera, anexionando el valle de Peshawar. Siendo Bala Hissar símbolo del Imperio afgano, los sijes destruyeron por completo la corte real y causaron daños importantes a la fortaleza de Bala Hissar: quemaron gran parte de las estructuras, destruyeron jardines, fuentes y canales de irrigación y eliminaron obras de arquitectura definidas por el explorador británico William Moorcroft como «auténticas maravillas arquitectónicas». Si bien poco después, el comandante en jefe de los sijes, Hari Singh Nalwa, comenzó la restauración de la fortaleza, prescindiendo de la antigua muralla circundante (algunos historiadores afirman, sin embargo, que fue Kharak Singh el responsable de la reconstrucción). En 1834, el maharajá Sher Singh, hijo de Ranjit, realizó extensas reformas en la fortaleza, confiriéndole grosso modo el aspecto que tiene en la actualidad (y en el proceso eliminando definitivamente cualquier indicio de la época durrani del lugar). La reconstrucción bajo los maharajás sijes se realizó en gran parte con adobe (ladrillo sin cocer), no tan fuerte como los materiales originales, pero más adaptable a los requisitos de una fortificación moderna.
La renovada estructura fue rebautizada como Samir Gaṛh, nombre panyabí de la cumbre tibetana de Kailash, considerada sagrada por hindúes, budistas y sijes (gaṛh significa fortaleza en indostánico). Sin embargo, este nombre no persistió por mucho tiempo, y poco después la fortificación recuperó su nombre anterior, Bala Hissar. El dominio sij del lugar no duró mucho tiempo, pues dos décadas después, tras la victoria británica en la primera guerra anglo-sij, la East India Company se hizo con la propiedad. Bajo su auspicio se volvió a construir la muralla alrededor de la fortaleza, concluyéndose los trabajos en 1849.